# Кигель, Алла Григорьевна
Алла Григорьевна Кигель (род. 29 августа 1932) — российский театральный режиссёр. Она была одной из немногих женщин-режиссёров в Советском Союзе в 1960-е годы. В работе следовала системе Станиславского. Её отец, Григорий Львович Кигель, был театральным художником.

## Образование
В 1945 году Кигель дебютировала в качестве режиссёра в своей школе[уточнить], поставив «Блеск и нищету куртизанок» Бальзака и адаптацию пушкинских «Цыган».
В 1950 году ей было отказано[кем?] в приёме в ГИТИС. Вместо этого Кигель продолжила карьеру адвоката по уголовным делам и в 1954 году получила степень магистра права[уточнить] в Московском государственном университете. В 1956 году поступила в Щукинское театральное училище.
В 1993 году Кигель прошла курс по связям с общественностью в Колумбийском университете.

## Работа
- 1991—1992 — Гостелевидение СССР.
- 1992 — настоящее время — радио/телевизионная станция WMNB в Форт-Ли, штат Нью-Джерси; создавала и руководила радио- телепрограммами, а также вела открытое шоу.
- 1999—2000 — фестиваль искусств «Чехов сейчас вне Бродвея»; провела мастер-класс для молодых драматических режиссёров. Подготовила инсценировку рассказа Чехова «Враги».
- 2001—2003 — радиостанция RTN Gold в Форт-Ли, Нью-Джерси; провела открытое шоу «Диалог».
- 2012 — Шесть мастер-классов в московских театральных вузах: ГИТИС, ВГИК, Школа-студия МХАТ.